# 307
Năm 307 là một năm trong lịch Julius. 